# صادق‌آباد (آباده)
صادق‌آباد (آباده)، روستایی از توابع بخش مرکزی شهرستان آباده در استان فارس ایران است.

## جمعیت
این روستا در دهستان بهمن قرار دارد و بر اساس سرشماری مرکز آمار ایران در سال ۱۳۸۵، جمعیت آن زیر سه خانوار بوده‌است. این روستا متروکه بوده و تعدادی خانه خشتی خرابه از آن به جای مانده است. در اواخر دهه ۷۰ با حفر چاهای بیشمار توسط جهاد کشاورزی در این منطقه باعث خشک شدن قنات و چاه‌های دیگر این منطقه شده و حتی کشاورزی این منطقه نیز به پایان خود نزدیک شده است.